# Ponte da Parada
Ponte de Parada ou  Ponte do Bôco é uma ponte situada sobre o Rio Cávado, fazendo a ligação entre o Lugar de Aldeia, freguesia de Parada de Bouro, município de Vieira do Minho, e o lugar de Dornas, freguesia de Bouro (Santa Maria), município de Amares.
É a mais antiga ponte em betão armado do país, tendo sido construída entre 1908 e 1909.
Foi projetada pelo Arquiteto M. Sebastião Lopes e construída pela empresa dos engenheiros construtores Moreira de Sá & Malevez, concessionários em Portugal do sistema patenteado Hennebique de 1882.
Foi objeto de um projeto de reforço, na década de 1950, mas só em 1961 as obras de reabilitação começaram, até 1963. 
Com um tabuleiro de 33 metros de comprimento e com apenas uma faixa de rodagem, a Ponte do Bôco está classificada como Monumento de Interesse Público desde 1 de junho de 2016.
Em janeiro de 2019 foi encerrada ao trânsito por motivos de segurança.
Em Setembro de 2021, foi lançado a concurso o projeto de execução de reabilitação estrutural da ponte que teve um custo de 429. 970. 000 euros, sendo suportado em partes iguais do valor pelo Município de Vieira do Minho e pelo Município de Amares. Os trabalhos foram realizados pela empresa RCF – Rogério Cristiano Fernandes – Engenharia.
A ponte reabriu em 24 de dezembro de 2023.